# Szegedi Pszichológiai Intézet
A Szegedi Pszichológiai Intézet a Szegedi Tudományegyetem Bölcsészettudományi Karának területén, Szegeden, az Egyetem utca 2. szám alatt működik.
A Szegedi Pszichológiai Intézet Magyarország legrégebben megszervezett pszichológiai intézete (alapítva 1929. december 18.).
Ma[mikor?] a Szegedi Pszichológiai Intézetben szervezett képzések: a hároméves pszichológus BA képzés, utána három szakirányban MA mesterképzés.

## A kezdetek (1872–1919)

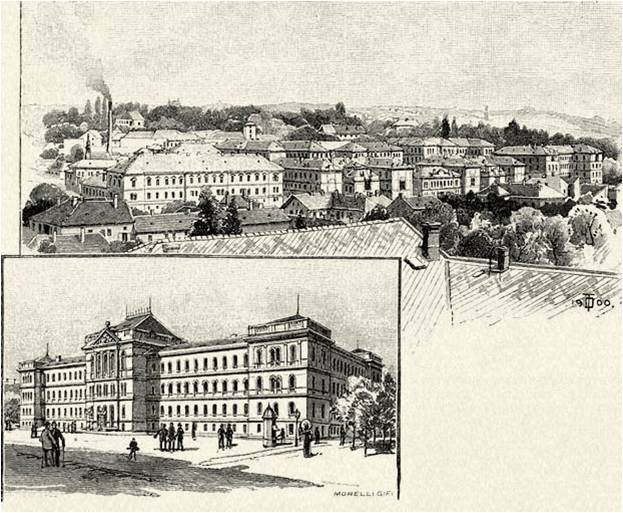
A kolozsvári Ferenc József Tudományegyetem a város látképével(1900 körül)

1872-ben a Ferenc József által alapított kolozsvári tudományegyetem a szegedi egyetem jogelődje, amely Magyarország második legrégebben alapított állami egyeteme. Pszichológiai tárgyú stúdiumok már kezdettől fogva léteztek, azonban ezeket filozófia és pedagógia professzorok oktatták. A lélektan szerephez jutásának kezdete Imre Sándor szegedi egyetemi professzor nevéhez köthető.

## Az pszichológia oktatás kezdetei Szegeden (1921–1929)

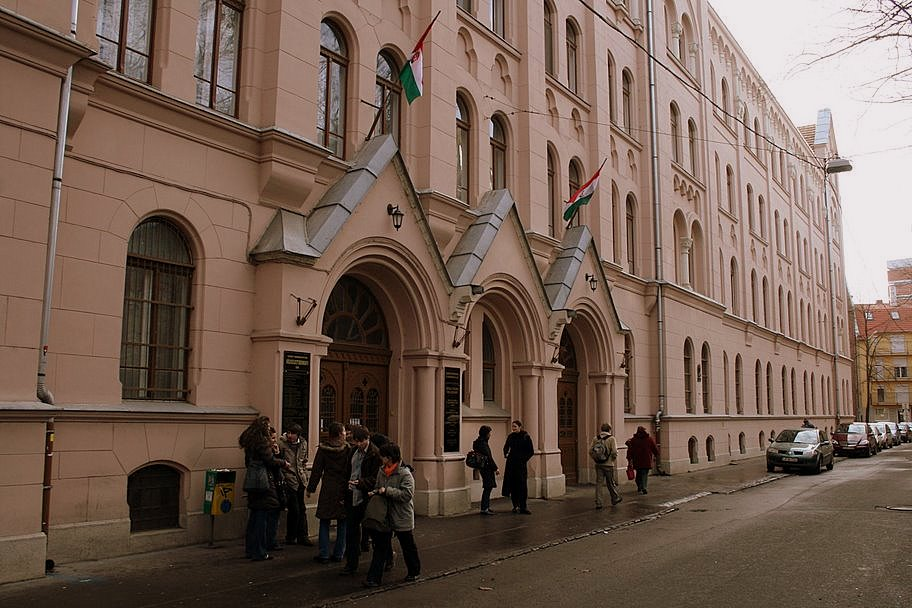
A SZTE Bölcsészettudományi Kar háromemeletes épülete

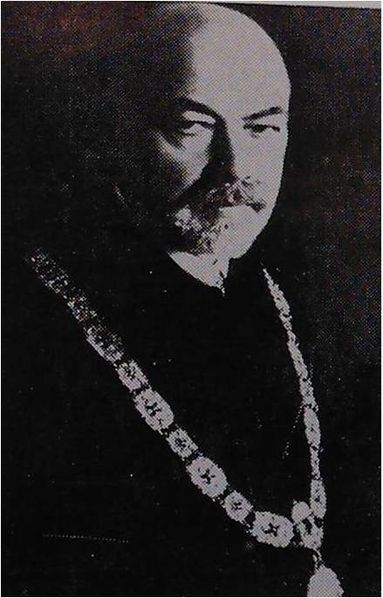
Imre Sándor (1877-1945)

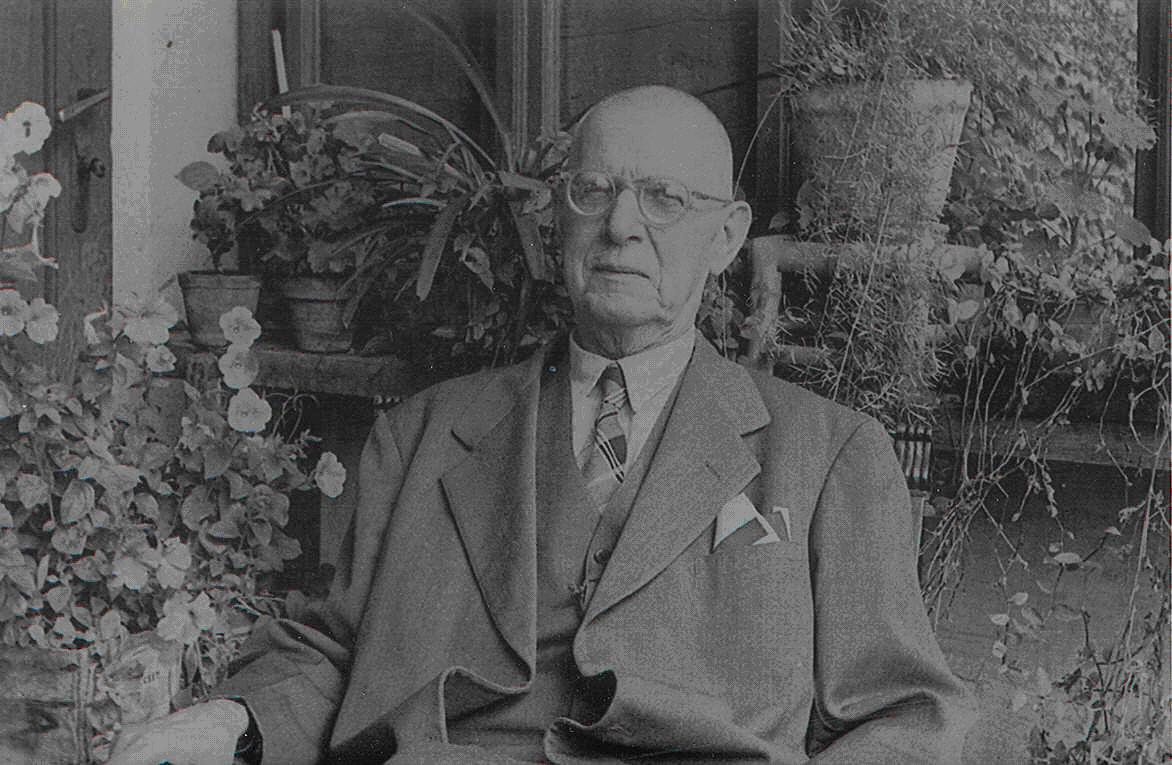
Bartók György Arckép a Mikes International Alapítványtól

A történelem viharai miatt 1919-ben a kolozsvári egyetemnek költöznie kellett, s a Magyar Nemzetgyűlés 1921-ben (1921. évi XXV. törvénycikk) ideiglenesen Szegedet nevezte meg az egyetem új székhelyéül. Az egyetem működésének helye a Dugonics téri 1873-ban főreáliskolának épült neoreneszánsz stílusú épület volt, 1925-től a bölcsészettudományi kar és a természettudományi kar egy része átköltözött az eredetileg vasúti leszámítoló hivatalnak épült neoromán stílusú épületbe, a mai Egyetem utca 2. sz. alá. A háromemeletes épület a későbbiek során magas és alacsony építésű házak közé szorult be, 1912-ben építették Ottovay István és Winkler Imre tervei alapján.
Imre Sándor szegedi egyetemi professzor felismerte, hogy a lélektan oktatása is éppoly fontos, akár a pedagógiáé. 1926. október 20-án terjesztette fel kérelmét az egyetem vezetősége felé, egy új, az eddigiektől merőben eltérő, új szemléletű tanszék, a pedagógiai-lélektani tanszék felállításának ügyében, kérelmét Bartók György, a filozófia tanszék professzora is támogatta, hiszen a filozófia tanszékre hárult a lélektan oktatása. Imre Sándor beadványában az új tanszék hatáskörébe tartozóként sorolta fel a következő tudományágakat, részterületeket: általános lélektan, a gyermek- és ifjúkor lélektana, különbségek lélektana, gyógypedagógia, pszichotechnika, pedagógiai szomatológia.

## A pszichológiaoktatás1929–1940

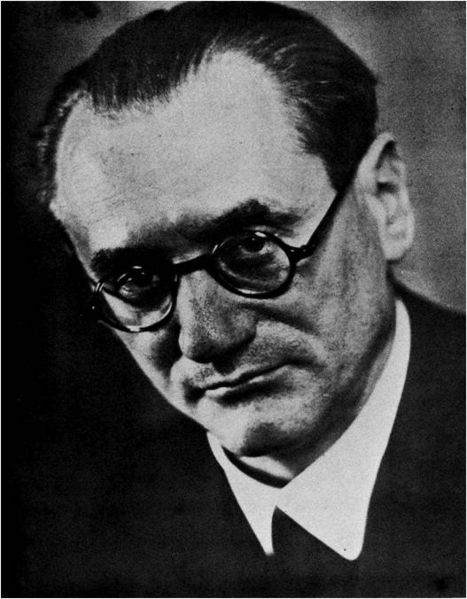
Várkonyi Hildebrand Dezső

1929-ben  II. sz. Pedagógiai Lélektani Intézetet a körülmények szerencsés egybejátszása hozta létre, önmagában Imre Sándor és Málnási Bartók György folyamodványa nem lett volna elég. A Kolozsvárról áttelepült szegedi egyetemen a bölcsészkari hallgatói létszám igen alacsony volt, már-már megszűnés fenyegette az egyetemet. Klebelsberg Kuno kultuszminiszter úgy segített, hogy a Paedagogumot és az Erzsébet nőiskola főiskolai tagozatát 1928 őszén Szegedre telepítette, így jött létre a polgári iskolai tanárképző főiskola, ennek a tanárképzésnek a részeként a hallgatóknak egyik szakjukat az egyetemen kellett elvégezni, így megnövekedett a hallgatói létszám.
Klebelsberg Kunót személy szerint felekezeti elfogultság nem vezette az egyetemi oktatók kinevezésében, mégis a katolikus püspökök nyomására létrehozta a párhuzamos katolikus világnézetű tanszékeket. II. sz. Filozófia Tanszék élén Mester János (1879-1954) katolikus professzor szemben a református Málnási Bartók Béla I. sz. Filozófia Tanszékével, II. sz. Magyar irodalomtörténeti Tanszék élén Sík Sándor katolikus egyetemi tanár szemben az I. sz. Irodalomtörténeti Tanszéket irányító református Dézsi Lajossal, s létrejött a II. sz. Pedagógiai-Lélektani Intézet Várkonyi Hildebrand bencés paptanár irányításával szemben Imre Sándor református egyetemi tanár I. sz. Pedagógiai Tanszékével. Nemes versengés indult meg, mind Várkonyi Hildebrand Dezső, mind Sík Sándor kiváló tanárai lettek a szegedi egyetemnek. Mester János katolikus pap a filozófia mellett lélektannal, pedagógiával is foglalkozott.
1929. december 18-án megalapította Klebelberg VMK miniszter a II. számú önálló Pedagógiai Lélektani Tanszéket Szegeden, december 27-én ezen új  önálló Pedagógiai-Lélektani Intézet élére Várkonyi Hildebrand Dezső bencés rendi szerzetes-tanárt nevezte ki. Várkonyi kinevezésével újfajta szemléletű oktatás kezdődhetett a szegedi egyetemen. Szervezetileg elsőként alakult Magyarországon, Szegeden Pedagógiai-Lélektani Intézet
A budapesti egyetemen majd csak 1936-ban Harkai Schiller Pál kezdeményezésére és közreműködésével alapították meg a Lélektani Tanszéket.
Várkonyi kinevezése után válhatott egyéni arculatúvá a szegedi egyetem pszichológia iskolája, amelynek érdeklődése, a korabeli pedagógia-pszichológia tudomány fő áramlatai miatt elsősorban a gyermektanulmány és a fejlődés- illetve neveléslélektan kérdéseire terjedt ki.
Egyetemi előadásai új színt vittek az oktatás történetébe, ismertette a modern pszichológiai irányzatokat, Sigmund Freud, Alfred Adler, Carl Gustav Jung, Jean Piaget eredményeit. Tanítványai visszaemlékezései szerint hangneme a korábbi professzori retorikai fogásoktól olykor elszakadt és közvetlenebb stílusban folyt.
Az 1930-as években Boda István mint a szegedi egyetem magántanára előadásokat tartott Az értelmiségvizsgálat és a személyiségfejlesztés gyakorlati pszichológiai kérdéseiről.
1940-ben újabb fordulópont következett az egyetem és az Intézet történetében. Észak-Erdély Magyarországhoz való visszakerülése után a Ferenc József Tudományegyetemet visszahelyezték Kolozsvárra, ezzel együtt a tanárok nagy része is elköltözött Kolozsvárra, így Várkonyi Hildebrand Dezső is.

## Pszichológiaoktatás 7 szemeszteren át1940.október 19-étől1945márciusáig Kolozsvárott
Az 1940-es év végén az újra megszervezett Magyar Királyi Ferenc József Tudományegyetem első szemesztere 1940/41-es első félév, utolsó szemesztere 1944/45 első félév, a legelső szemeszter az újjászervezés miatt rövidült meg az elején, az utolsó meg a végén a vesztes háború következtében, jóformán csak tanterv maradt, amelyet nyomtatásban még 1944-ben kiadtak. A kolozsvári Lélektani Intézet vezetője Várkonyi Hildebrand Dezső nyilvános rendes egyetemi tanár volt. A tanárszakos hallgatók kötelezően részesültek lélektani oktatásban.
Fő kurzusok: A neveléslélektan fő kérdései; A neveléslélektani kutatás módszerei; Szemináriumi gyakorlatok.
Baranyai Erzsébet, Várkonyi Hildebrand Dezső egykori kiváló doktorandusza, 1942-1944-ig mint egyetemi magántanár, kéthetenként járt le Budapestről Kolozsvárra pedagógiai lélektani előadásokat tartani: A tanulás mint gyakorlati kialakítás és mint feltalálás címen.
Az 1943/44-es tanév első félévében Málnási Bartók György is beállt lélektani órákat tartani. A lélektan oktatása és valamennyi többi egyetemi kurzus oktatása is egyre igényesebbé vált, pályatételeket hirdettek az intézetek a diákok számára, kilátásba helyezve sikeres pályázat esetén pénznyereményt is. Például az 1943-44-es tanév első félévében pedagógiai lélektanból a következő pályatételt hirdették meg: „Böhm Károly lélektani rendszerének alapgondolatai.” Nyilván e pályatétel mögött ott volt Málnási Bartók György „sugallata”.

## Pszichológiaoktatás a Horthy Miklós Tudományegyetemen

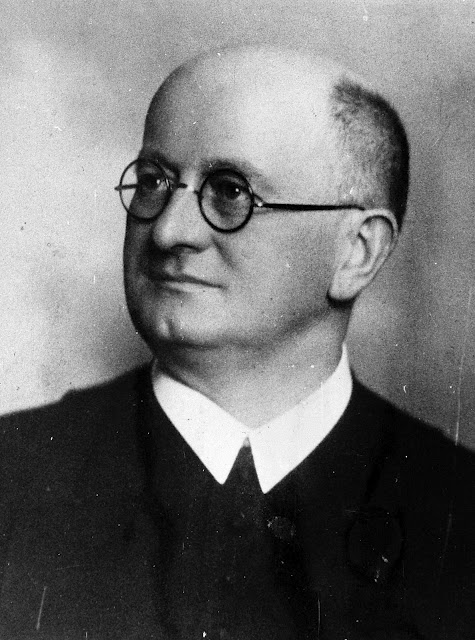
Bognár Cecil Pál (1883-1967)

Szegeden Horthy Miklósról elnevezve új egyetem alakult 1940-ben (Horthy Miklós Tudományegyetem). Új egységként, 1941-ben hozták létre a Lélektani Intézetet, melynek élére Bognár Cecil Pált, a tudományos közéletben országosan is elismert bencés paptanárt hívták meg.
Bognár Cecilnek az Intézetben folytatott munkásságát a gyermeklélektani-pedagógiai irányvonal határozta meg; főként az iskolás gyermek sajátosságaival, a gyermeki személyiségtípusok kérdéseivel foglalkozott műveiben.
Bognár Cecilt szenvedélyesen érdekelte a tanítás, amit nagyon tágan értelmezett. Oktatói és tudományos tevékenysége mellett számtalan tudományos ismeretterjesztő előadást is tartott. A szabadegyetemi előadásoktól a rádióelőadásokon keresztül az újságcikkekig minden lehetőséget megragadott az érdeklődők tanítására, nevelésére.

## A II. világháború utáni évtizedek
Az 1940-es évek végén Várkonyi Hildebrand Dezső szakmai tekintélye még befolyással bírt a Vallás- és Közoktatási Minisztériumban, három tanítványát javasolta  a tanárképző főiskolák pedagógiai-lélektani tanszékeinek élére, Kelemen Lászlót, Nagy Sándort, Geréb Györgyöt. Mindhárom tanítvány jelölését elfogadta Ortutay Gyula kultuszminiszter, aki szintén Várkonyi-tanítvány volt. Kelemen László Pécsett és Debrecenben lett egyik meghatározó egyénisége a pszichológia oktatásnak, Nagy Sándor országos szaktekintély lett a pedagógia területén,  s Budapesten, az Eötvös Loránd Tudományegyetemen tevékenykedett, az ELTE Neveléstudományi Tanszék tanszékvezető egyetemi tanára volt 1959-1977-ig, majd 1978-tól 1986-ig a Pedagógiai-Lélektani tanszékcsoport vezetője. Geréb György előbb pedagógiával, de hamarosan egyre inkább csak pszichológiával foglalkozott a szegedi tanárképző főiskola Pszichológiai Tanszékének élén. Tehát a szegedi iskolának a 20. század második felére is maradt kisugárzása.
A második világháború utáni években, Bognár Cecil nyugdíjazása után, az 1950/1951-es tanévben a Lélektani Intézet beolvadt a Neveléstudományi Intézetbe, amelyet ekkor már az egyetem egykori magántanára, Tettamanti Béla (1884-1959) vezetett, a vezetést Baróti Dezső mb. tanszékvezetőtől vette át, aki éppen Mester János távozása és Tettamanti Béla érkezése közti interregnumot töltötte be, főállásban az irodalomtörténeti tanszék tanszékvezető egyetemi tanára volt. Tettamanti közismerten nagy műveltségű tudós egyetemi tanár volt, a kötelező beállításon túl is átsütött az ő szellemisége az oktatáson, az 1960-as évek elején járt a hír a diákok közt, volt itt egy kiváló tanár a pedagógiai és lélektani tanszéken, Tettamanti Béla. A neveléstörténeten keresztül mindig lehetett mondanivalót közvetíteni a hallgatóság felé.

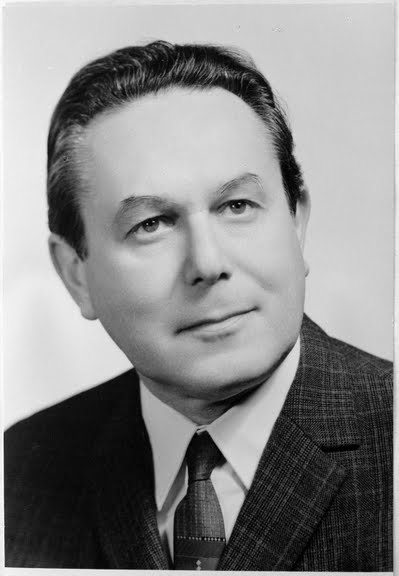
Ágoston György

Ezzel az eseménnyel párhuzamosan elmondható, hogy az 1950-es években a lélektan szerepe, főként politikai okokból visszaszorult, hiszen kevés óraszámban oktatták, illetve csak általános lélektani tanulmányokat lehetett előadni. Ezt a kedvezőtlen, háttérbe szorított szerepet az akkori vezető réteg, pártvezetőség tudományos életet is befolyásoló, irányító szerepe okozta, amelynek pszichológia-ellenessége köztudott volt.
A lélektant a szociológia tudományával együtt a burzsoá eszmerendszer közvetítő közegének tartották. Így Tettamanti Béla vezetése alatt csak a szovjet pedagógiai minta másolása lehetett az intézet fő feladata; a nevelés Marx, Engels, Lenin és Sztálin által előírt eszmerendszer alapján folyhatott.

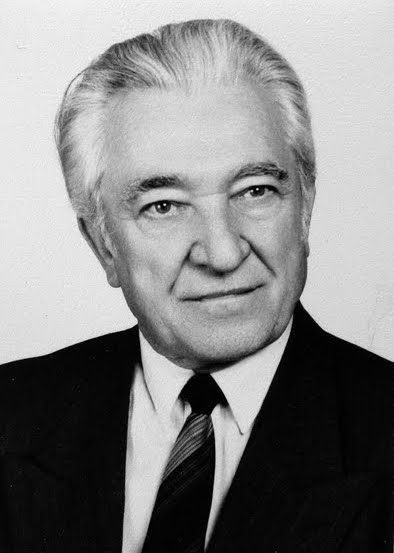
Duró Lajos

Tettamanti Bélát 1959-ben Ágoston György váltotta a szegedi Neveléstudományi és Lélektani Tanszék vezetői posztján. Ágoston marxista jellegű pedagógiát képviselt, a lélektant háttérbe szorította még akkor is, amikor Pesten és más vidéki nagy városokban kezdett fellendülni a pszichológia oktatás. Az 1960-as években a tanárszakos egyetemi hallgatók 10 félévből összesen 3 félévben kaptak lélektani oktatást.
Ágoston György 1959-1970-ig a neveléstudományi és lélektani tanszék vezetője volt, 1970-től 1990. január 1-jéig maradt (kisebb megszakításokkal) a neveléstudományi tanszék vezetője.

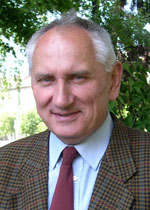
Zakar András

## A pszichológia kibontakozása újra
1970-ben újra elkezdődött a pszichológia kibontakozása, hiszen ekkor ismét önállóan, Pszichológia Tanszék néven jegyezték. Vezetője 1990-ig Duró Lajos volt. Az oktatás és a kutatás a neveléslélektan és a fejlődéslélektan téma köré csoportosult.
Duró Lajos nagy érdeme, hogy az 1980-as években saját tanszékének korábbi története felé fordult, melynek keretében 1988-ban megszervezte Várkonyi Hildebrand Dezső születésének (1888-1988) ünnepi emlékülését, melyen Várkonyi tanítványok közvetlenül számoltak be professzorukkal kapcsolatos emlékeikről, köztük Rókusfalvy Pál, Zentai Károly, Baróti Dezső. S mindezt meg is jelentették egy emlékkötetben, melynek nyomtatása szerény, tartalma annál értékesebb nemcsak a szegedi, hanem egyben a magyar pszichológia története számára is. A kötet szerkesztése Zakar András munkáját dicséri.
A Duró Lajos által vezetett Pszichológiai Tanszéken belül létrehoztak egy Pályalélektani Tanszéki Csoportot, amely 1988/89-1995/96-ig működött, vezetője mindvégig Zakar András egyetemi docens volt, távozásával a csoport megszűnt.

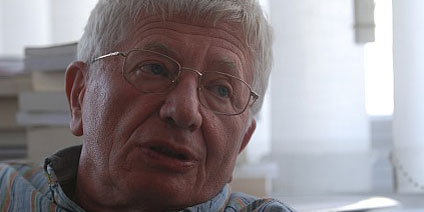
Erős Ferenc

Az 1990-es évek elején a József Attila Tudományegyetem Bölcsészkarán központilag az az elképzelés jött létre, hogy minden tanszék intézeti kereteken belül működjék. Ennek során az önálló Pedagógiai Tanszéket és a Pszichológiai Tanszéket intézetesítették, egységesítették, így jött létre a Pedagógiai-Pszichológiai Intézet, azon belül továbbra is szakmai arculatának megfelelően működött a két tanszék. Duró Lajos tanszékvezető egyetemi docenset 1990/91-1991/92-ben Keményné Gyimes Erzsébet követte a tanszékvezetői helyen, mint megbízott vezető. 1992/93-1993/94-ben Erős Ferencet, az MTA Pszichológiai Kutatóintézetének híres szociálpszichológusát, a pszichoanalízis és a pszichológiatörténet jeles művelőjét nevezték ki tanszékvezető egyetemi docensnek.

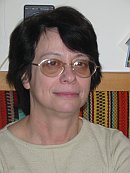
Vajda Zsuzsanna (pszichológus)

1994/95-ös tanévtől Vajda Zsuzsanna (pszichológus) vezette a tanszéket, s foglalkozott a pszichológia szakos oktatás megszervezésével. Az 1996/1997-es tanévben kezdődhetett meg Szegeden a pszichológia szakos oktatás, kezdetben az akkori Kossuth Lajos Tudományegyetem (ma: Debreceni Egyetem) Pszichológia Intézetének (akkori vezetője: Kovács Zoltán) kihelyezett tagozataként.

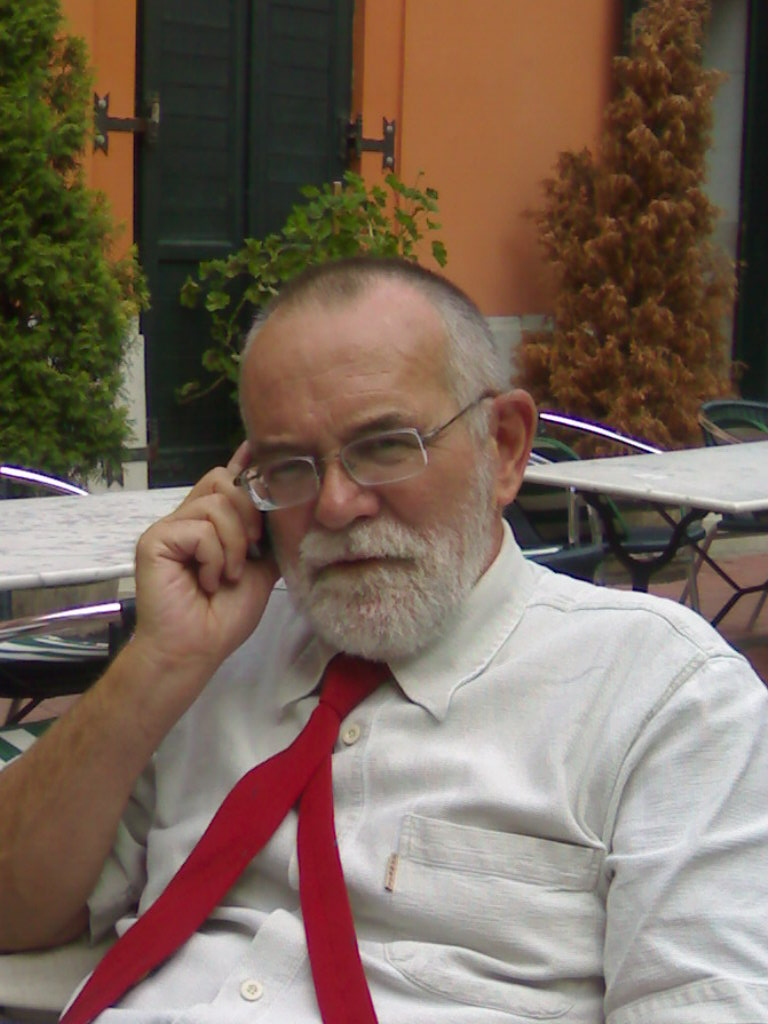
Pléh Csaba

Közvetlenül az ezredforduló előtt akkreditált pszichológia-szakos oktatás szakgazdája Pléh Csaba egyetemi tanár, az MTA tagja volt, aki 1999-ben megszervezte a Pszichológia Tanszéken a Megismeréstudományi Csoportot, majd elindította a Szegedi Megismeréstudományi és Neuropszichológia Programot, más néven a Szegedi Kognitív Programot. Szakmailag megalapozta a pszichológia-szak oktatását a Szegedi Tudományegyetemen. A SZTE Orvostudományi Kar és a Pléh Csaba szakmai irányításával működő szegedi Megismeréstudományi Csoport2000. február 4-6-ra már Szegedre szervezte a MAKOG (Magyar Kognitív Tudományi Társaság) VIII. Konferenciáját A kognitiv funkciók fejlődése és zavarai címen.
1999. szeptember 1-jétől lett teljesen önálló a pszichológus képzés Szegeden. A szegedi pszichológia oktatásának és kutatásának küzdelmekkel teli történetében talán befejező momentumként, 2007 júliusától újra a Pszichológiai Intézet keretein belül működhet a pszichológusképzés, melynek korábban tanszék-, ma pedig már intézetvezetője Szokolszky Ágnes habilitált egyetemi docens. (Helyettesei: Szabó Éva Zsuzsanna, Németh Dezső.)
2008 nyarán a Pszichológiai Intézet új helyre költözhetett, a Bölcsészkar egyik felújított épületszárnyába. A jelenlegi Intézet területén három kutatólaboratórium működik:
1. Kardos Lajos Megismeréstudományi Laboratórium,
2. Grastyán Endre EEG Laboratórium,
3. Mérei Ferenc Viselkedéskutató Laboratórium, amely a Noldus IT cég referencia laboratóriuma.

Jelenleg az ország egyik legmodernebb EEG és viselkedéselemző
laborjai a fentiek, melyek lehetőséget biztosítanak a magas szintű oktatói és hallgatói kutatói-tudományos tevékenységek folytatására.
Eredményeiket jelzik az Országos Tudományos Diákköri Konferenciákon elért sikerek, Köztársasági- és Pro Scientia díjas hallgatóik száma, kiterjedt Erasmusos kapcsolataik, oktatóik tudományos tevékenysége és az oktatásba bekapcsolódott neves hazai és külföldi vendégelőadók hosszú sora.
A szegedi egyetemen folyó pszichológusképzés története egyaránt tartalmaz felemelkedő és nehéz, akadályokkal teli szakaszokat. Múltjuk emlékezetét ébren kívánják tartani, elődeik munkáját megbecsülik és méltón kívánják folytatni.

## A Pszichológiai Intézet jelene
A külföldi és országon belüli, szakmailag elismert vendégelőadók előadásai és a külföldi egyetemeken hónapokat eltöltő Erasmus-ösztöndíjas hallgatók közvetítésén keresztül jól látszik, hogy az Intézet kapcsolata jelentős a nemzetközi pszichológiatudomány véráramával.

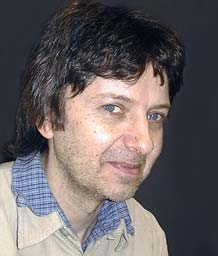
Winkler István egyetemi tanár

A Pszichológia Intézeten belül jelenleg is magas szintű oktatói és hallgatói kutatói-tudományos tevékenység folyik. 2008-tól a szegedi Pszichológiai Intézet egyetemi tanára Winkler István, az MTA doktora, az MTA Pszichológiai Kutatóintézet osztályvezetője. Nemzetközileg ismert és elismert pszichofiziológus. Legutóbbi nemzetközi együttműködésben végzett tudományos kísérletének eredménye élénk visszhangot váltott ki: bebizonyította kísérleteivel, hogy már az újszülötteknek is van ritmusérzékük (Winkler et al. Newborn infants detect the beat in music, PNAS).
Az oktatók széles spektrumú szakmai ismeretei, gyakorlata kiváló alapot nyújt a jól felkészült, jól megalapozott tudással rendelkező hallgatók kilépésére a képzés végén. Emellett az Országos Tudományos Diákköri konferenciákon elért eredmények és az oktatók publikációi, konferencia előadásainak sikeressége mutatja a mai szegedi Pszichológiai Intézet tevékenységét.
A szegedi pszichológushallgatók OTDK szerepléseit jellemzi, hogy a Pszichológia alszekció legtöbb tagozatában - Általános pszichológia I., Általános Pszichológia II., Személyiség- és Klinikai Pszichológia, Szociálpszichológia, Alkalmazott pszichológia – dobogós vagy különdíjas helyezést érnek el, ezzel az ország pszichológiát oktató intézményei közül az egyik legelőkelőbb helyet foglalja el az eredménytáblázatban. Az Intézet modern és színvonalas eszközellátottsága (például a fent említett EEG és viselkedéselemző laborok) biztosítéka a további jó eredményeknek.

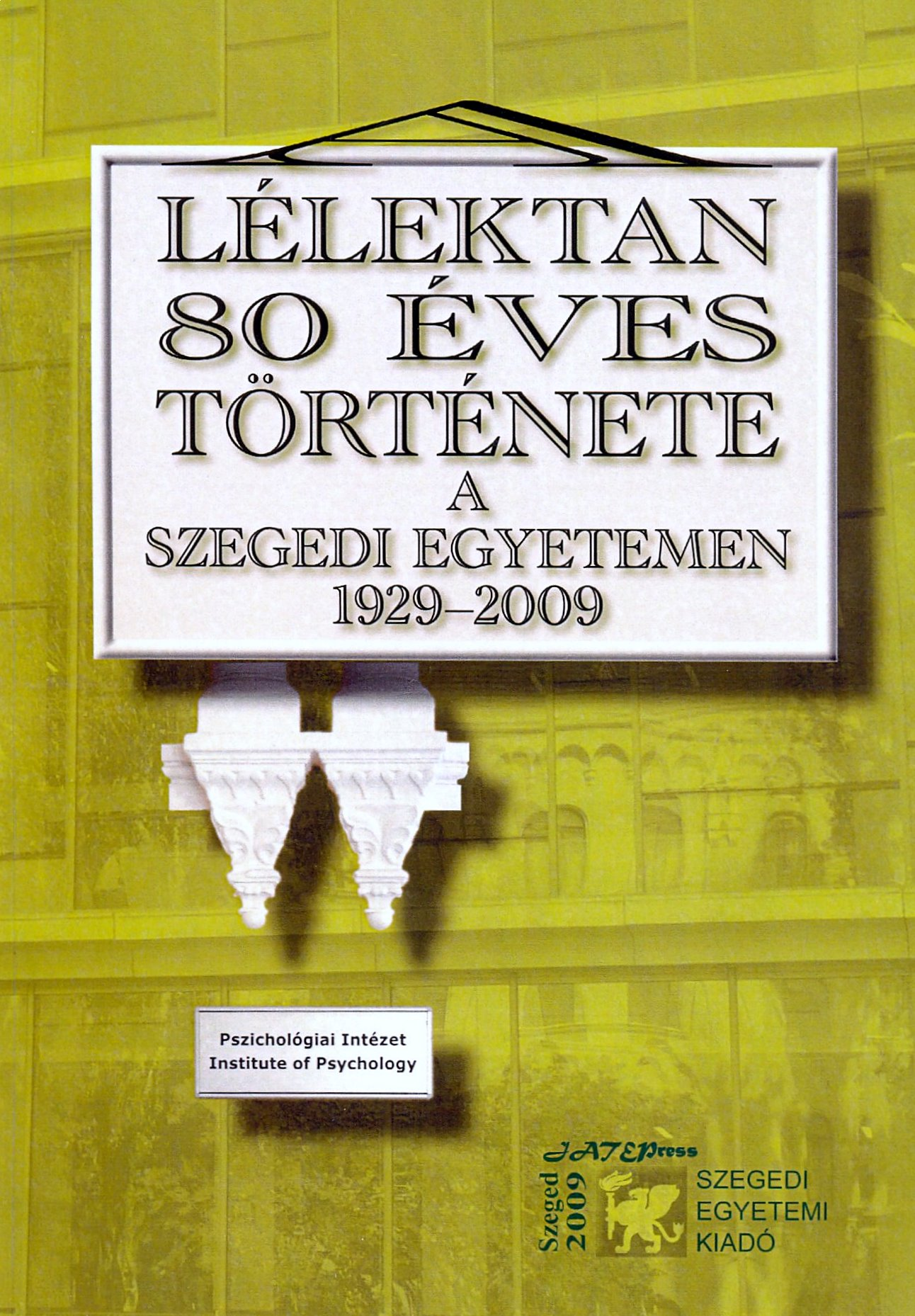
Az emlékkönyv borítófedele, (1929-2009)

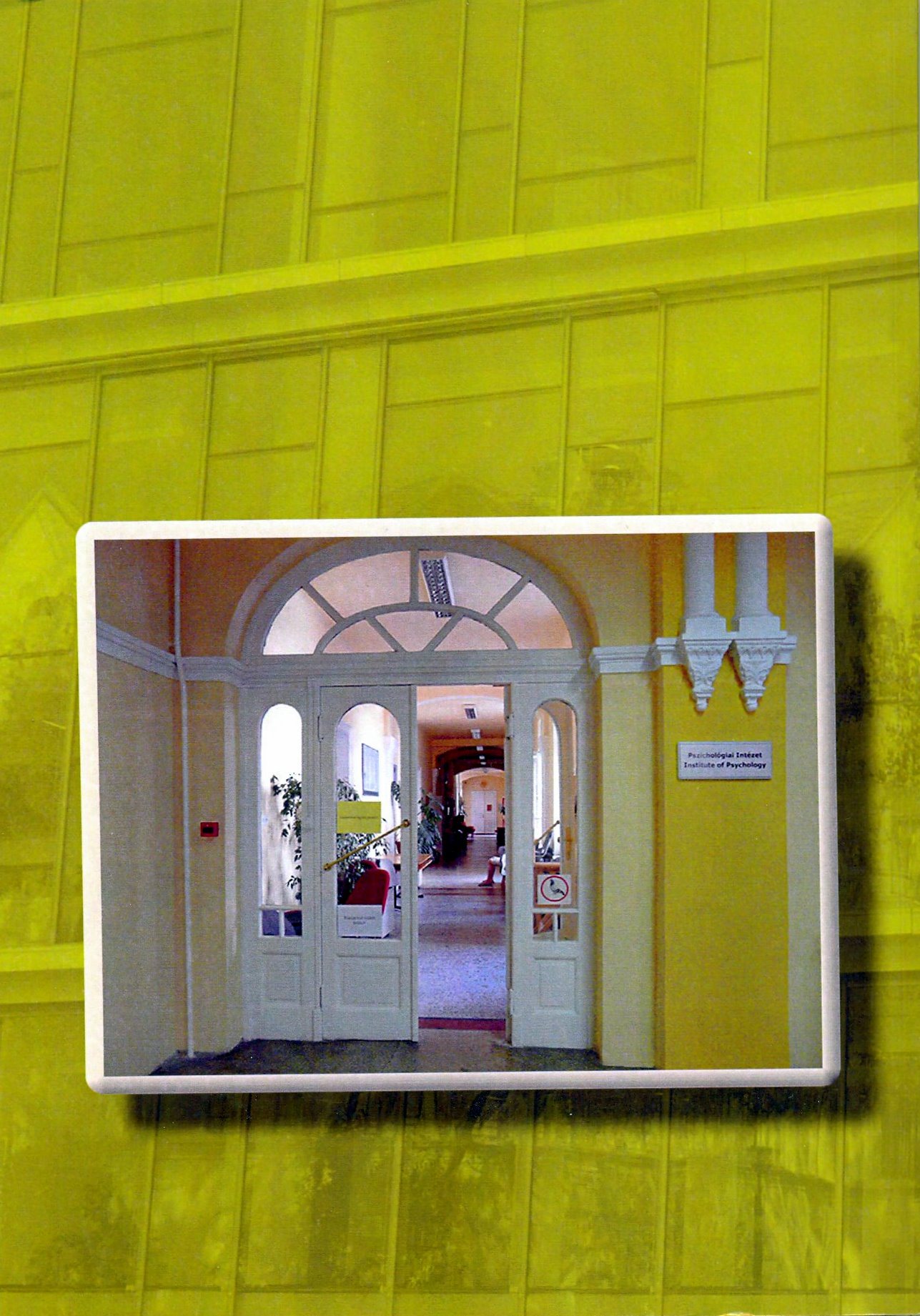
Az emlékkönyv hátsó borítófedele, (1929-2009)

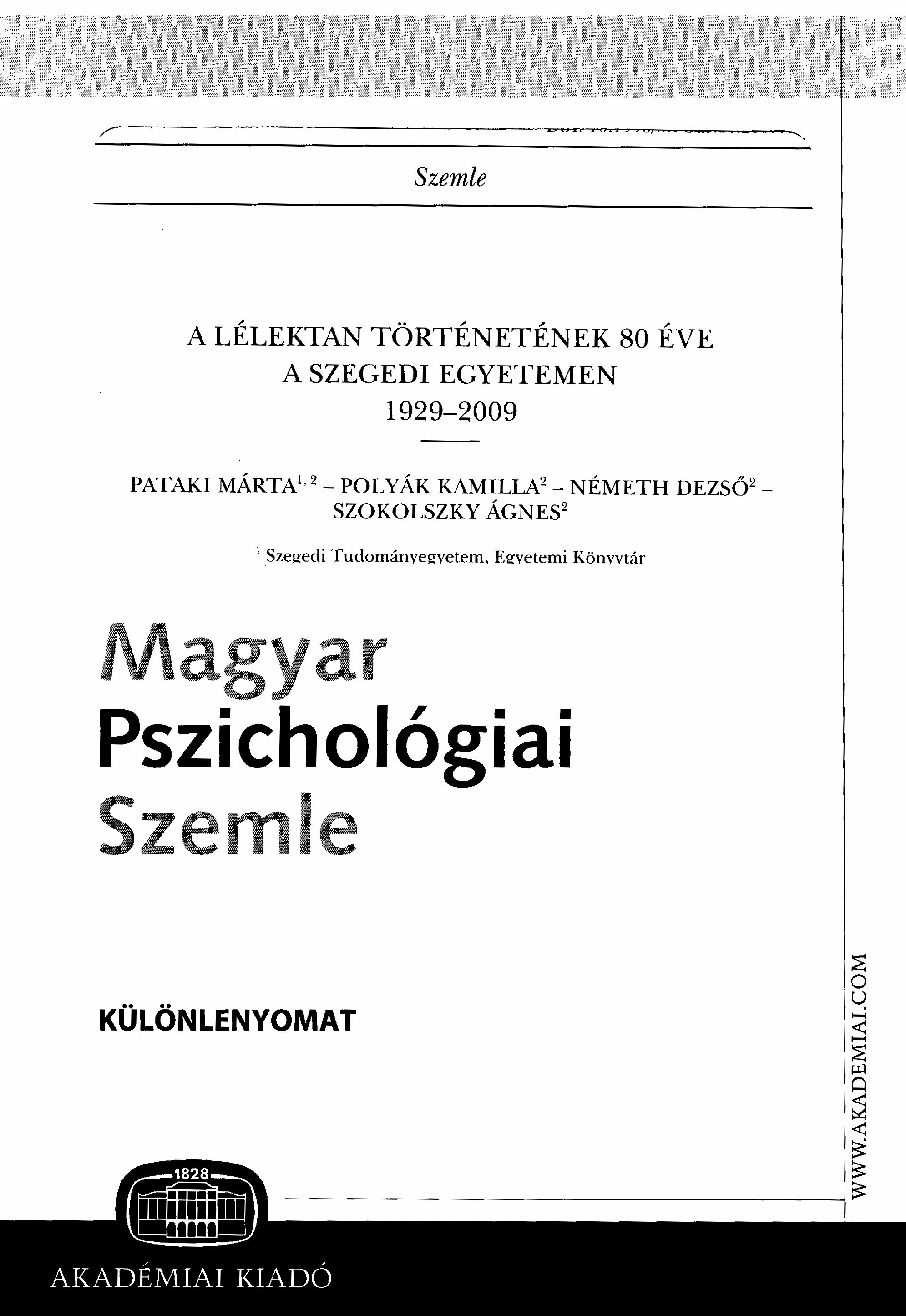
Különnyomat a Magyar Pszichológiai Szemle 2009/4. számából a Ferenc József Tudományegyetemen 1929. december 18-án megalapított szegedi Pszichológiai Intézetről.

2009-ben Szokolszky Ágnes vezetésével megírták az intézet 80 éves történetét egy vaskos emlékkötetben. A kötet címe: A lélektan 80 éves története a szegedi egyetemen. Szerk. Szokolszky Ágnes, társszerkesztők: Pataki Márta, Polyák Kamilla. A fejezeteket írták Szokolszky Ágnes, Pataki Márta, D. Csomortán Zoltán PhD hallgató és a SZTE Pszichológiai Intézet hallgatói: Salamon János, Tóth Beatrix Lujza, Pintér Mihály, Békés Nóra, Davletova Gulzada, Rekeczky Amarilla, Turcsik Ádám Bálint. A visszaemlékezések Duró Lajos, Veczkó József, Sebőné Szenes Márta, Bácskai Erzsébet pszichológusokat dicséri. A kötet tartalmához hozzájárult a Csongrád megyei Levéltár; Szügyi Jerne, a SZTE Pszichológiai Intézet volt hallgatója, a SZTE EK-ból Kokas Károly főigazgató helyettes, Kormányos András ny. főkönyvtáros, Marton János a biológia tudományok kandidátusa, ny. főigazgató, Pap Kornélia főkönyvtáros, Ráczné Mojzes Katalin könyvtári csoportvezető.
Az Akadémiai Kiadó által közreadott, Pléh Csaba akadémikus által szerkesztett Magyar Pszichológiai Szemle 2009/4. számában pszichológiatörténeti cikk jelent meg az intézmény 1929. december 18-i megalapításáról, s az első intézetvezető, Várkonyi Hildebrand Dezső 1929. december 27-i kinevezéséről. A cikket írta Pataki Márta, Polyák Kamilla, Németh Dezső, Szokolszky Ágnes.

## Intézeti kapcsolatok
|  |  |  |  | - Alan Baddeley (Bristol): Humán emlékezet - Csibra Gergely (London): Csecsemő megismerés - Csányi Vilmos (ELTE): Humán etológia - Kovács Gyula: Neurobiológiai és komputációs alapok - Kovács Ilona, Káldy Zsuzsanna (New Jersey): Az észlelés fejlődése - Csibra Gergely: A számolás kognitív felfogása - Pléh Csaba: A megismerés evolúciója - Kónya Anikó: Önéletrajzi emlékezet és elbeszélés - Ehmann Bea: Narratív pszichológia - Csépe Valéria: Nyelvhasználat, nyelvi zavar és az agyi hálózat - Bánréti Zoltán (MTA Nyelvtudományi Intézet): A nyelvtan alapelveinek sérülése agrammatikus afáziában - Winkler István (MTA Pszichológiai Intézet): A hallási észlelés intelligens alapfolyamatai (2005. tavaszi szemeszter) - Fiser József (Dept. of Brain and Cognitive Sciences, University of Rochester): A kognitív idegtudományok komputációs alapjai - Mérő László: Gazdaságpszichológia - Georgetown University (Washington) - University of Connecticut - Harvard University, Medical School (Boston) - Université de Reims Champagne-Ardenne, Laboratoire de Psychologie Appliquée, Reims - BME Kognitív Tudományi Tanszék - Pécsi Tudományegyetem, Evolúciós Pszichológiai Csoport - MTA Pszichológiai Kutató Intézet | - Universidad de Salamanca (Spanyolország) - University of Klagenfurt (Ausztria) - University of Bielefeld (Németország) - Martin-Luther-Universität Halle-Wittenberg, Pszichológiai Intézet (Németország) - Katholieke Universiteit Leuven, Pszichológiai és Pedagógiai Kar (Belgium) - University of Portsmouth, Pszichológia Tanszék (Nagy-Britannia) - Aalborg Universitet, Kommunikáció Tanszék-Pszichológia (Dánia) - University of Helsinki (Finnország) - Lulea Tekniska Universitet (Svédország) |

## Szegedi pszichológus jelöltek a XXIX. Országos Tudományos Diákköri Konferencián (Helyszín: Pécsi Tudományegyetem, 2009)

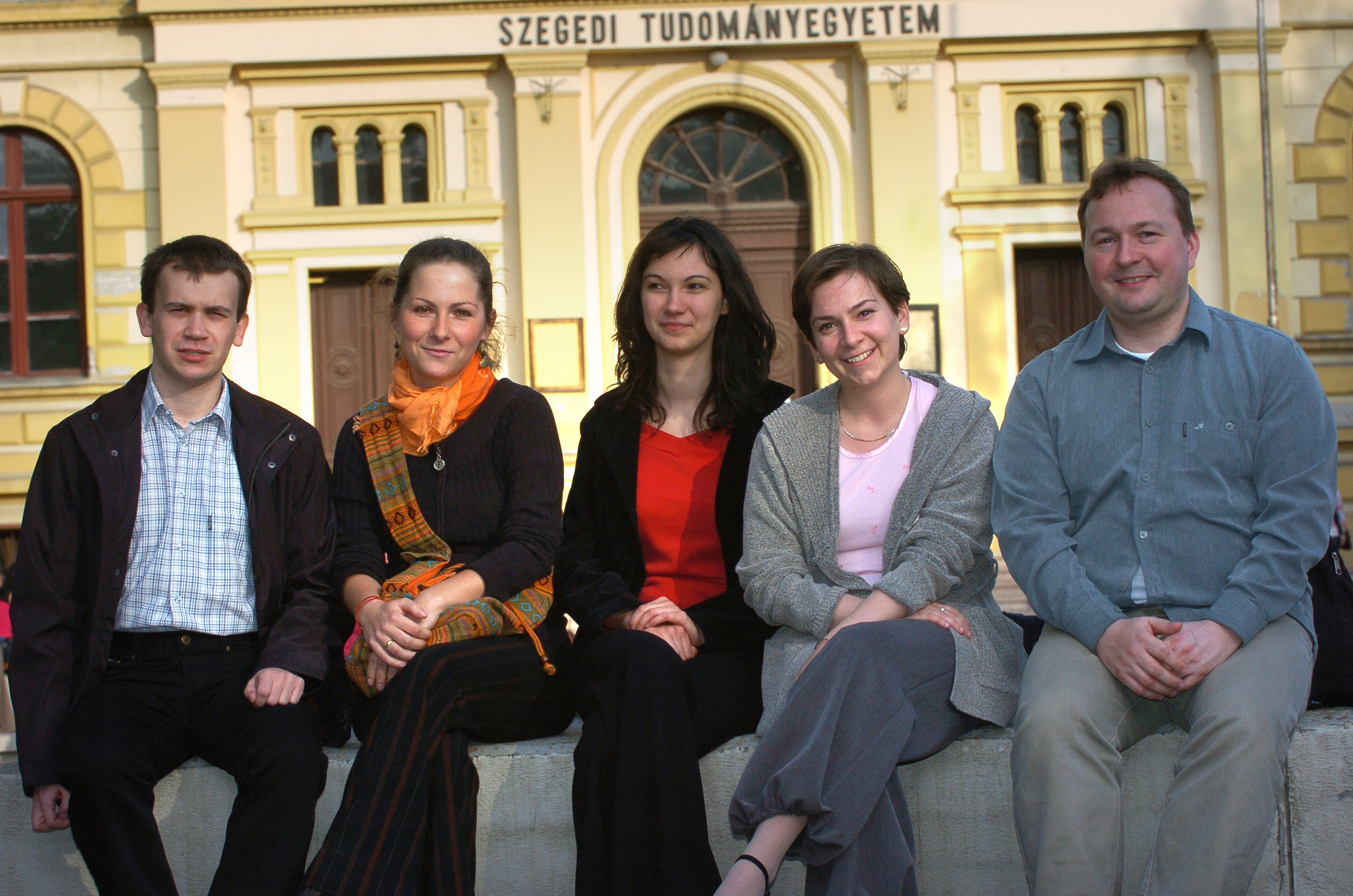
Dobogós Sófi-ösztöndíjasok
Arany Mihály, Balogh Virág, Janacsek Karolina, Nagy Dóra, Devosa Iván

22 szegedi pszichológia szakos hallgató vett részt a konferencián, 12 díjat nyertek meg. Az arányokat tekintve a SZTE Pszichológiai Intézet az ország legsikeresebb képzőhelye. A helyezést elért pszichológus jelöltek közül ketten, Balogh Virág és Janacsek Karolina a Sófi József Alapítvány ösztöndíjasai.

### Első helyezettek
- Janacsek Karolina: Az öregedés hatása az implicit készségtanulásra. (Témavezető tanár Németh Dezső, intézetvezető-helyettes, egyetemi adjunktus).
- Németh Kornél: Utak és kerülők emlékeinkhez. Hozzáférhetőség vs. Rendelkezésre állás irányított felejtés után. (Témavezető tanár: Racsmány Mihály egyetemi docens BME-SZTE)

### Második helyezett
- Turi Zsolt - Janacsek Karolina: A munkamemória, a szógyakoriság és a kontextus szerepe a lexikális kétértelműség feldolgozásában. (Németh Dezső)

### Harmadik helyezettek
- Balogh Virág - Fazekas Márta: Egy újabb darab az autizmus kirakójátékából: Autizmus és implicit tanulás. (Németh Dezső)
- Csanádi András – Lantos Nóra: Döntéseink nyomában. (Harsányi Szabolcs Gergő egyetemi tanársegéd, Németh Dezső)
- Fodor Ádám – Mihalik Árpád – Nagygyörgy Katalin: Virtuális világba zárkózott fiatalok : Magyar MMORPG-játékosok  motivációjának és személyiségvonásainak vizsgálata. (Harsányi Szabolcs Gergő egyetemi tanársegéd)
- Pásztor Attila: A tanulás hatása az autóvezetés vizuális kontrolljára (Kádár Endre senior lecturer)
- Szanka Szilvia – Lovassy Noémi – Gazsó Dorottya: A deklaratív/procedurális modell pszicholingvisztikai vizsgálata magyar főnevek többes szám képzése és magyar igék múlt idő képzése esetén (Németh Dezső)

### Különdíjasok
- Fekete Regina – Filep Orsolya – Gyüre Tamás – Újvári Katalin: A munkamemória fejlődésének vizsgálata : új magyar nyelvű sztenderdizált mérőeljárások (Németh Dezső)
- Janacsek Karolina: A munkamemória, a szógyakoriság és a kontextus szerepe a lexikális kétértelműség feldolgozásában (Németh Dezső)
- Látos Melinda: Az empátia a gyógyító folyamatban : pszichológus és orvostanhallgatók empátiás készségének összehasonlítása (Csabai Márta habilitált egyetemi docens)
- Polgár Szilvia: A reklámszlogenek előfeszítő hatása (Krajcsi Attila egyetemi adjunktus)

## Galéria

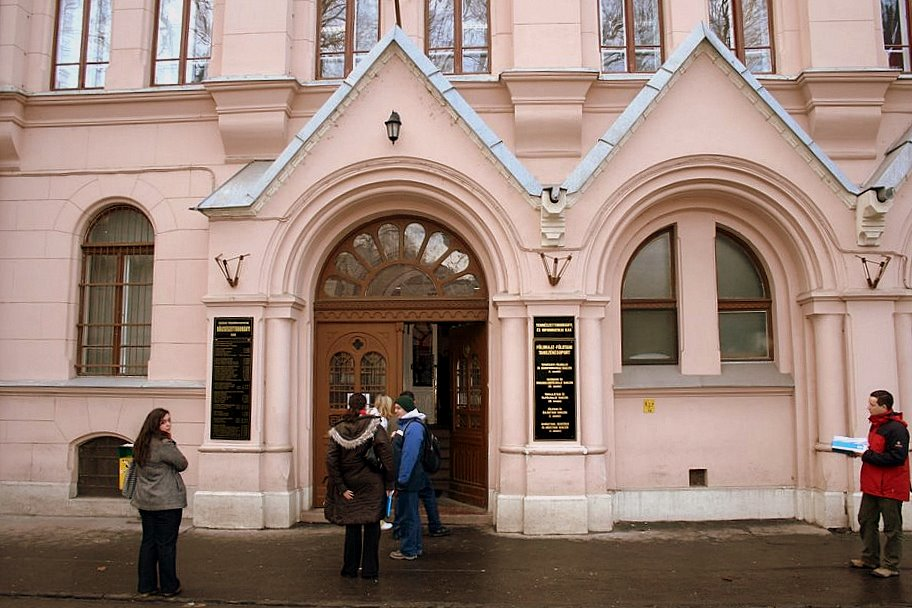
SZTE Bölcsészettudományi Kar Bejárat
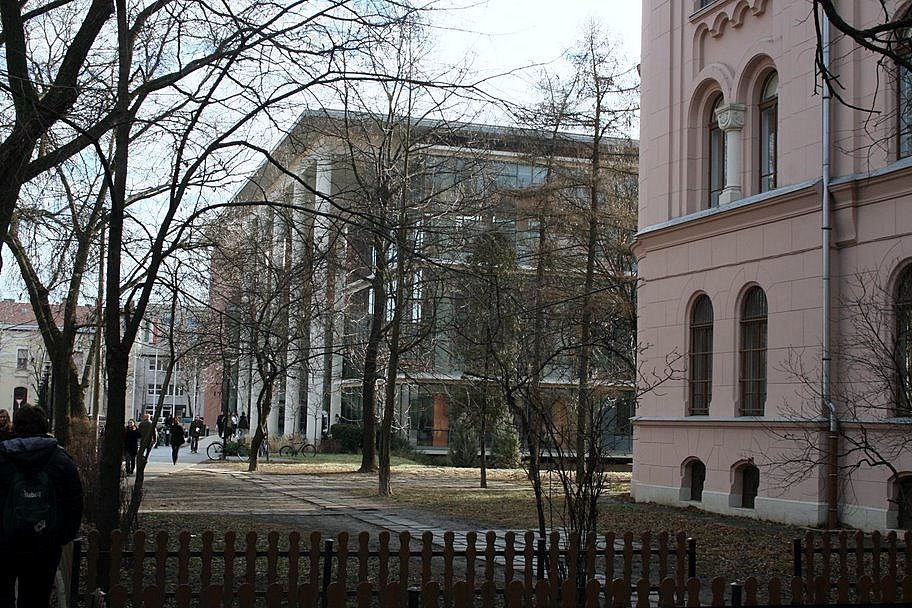
SZTE Bölcsészettudományi Kar és a JATIK együtt
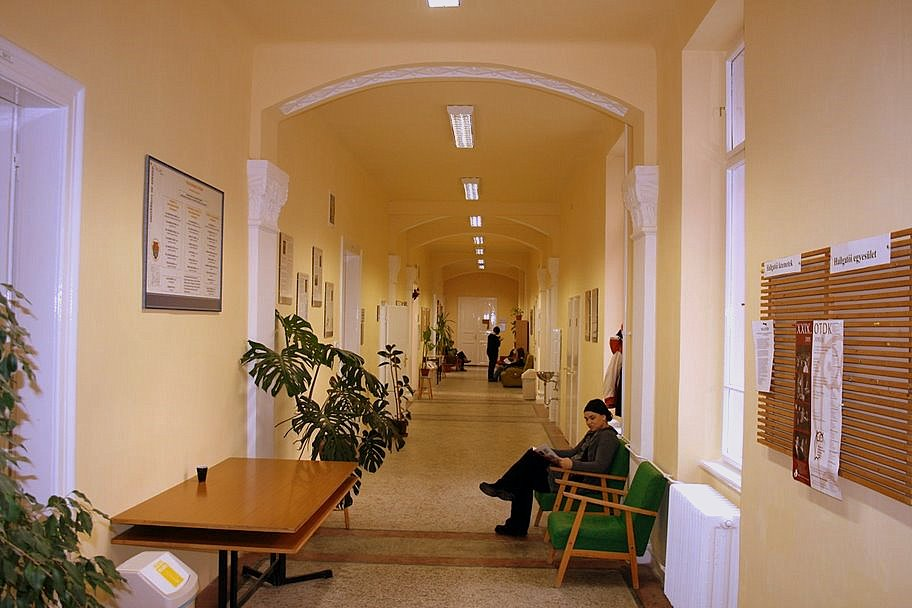
SZTE Pszichológiai Intézet
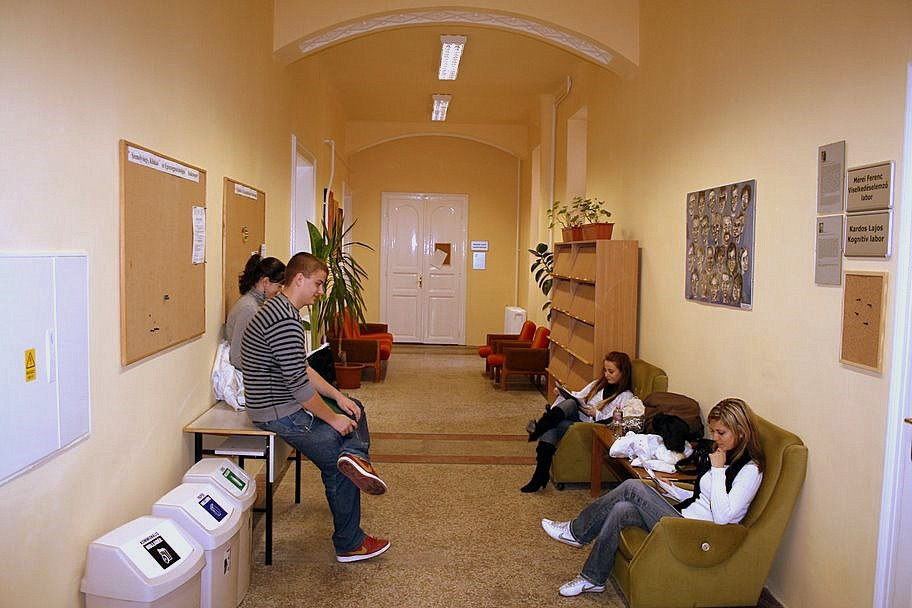
SZTE Pszichológiai Intézet
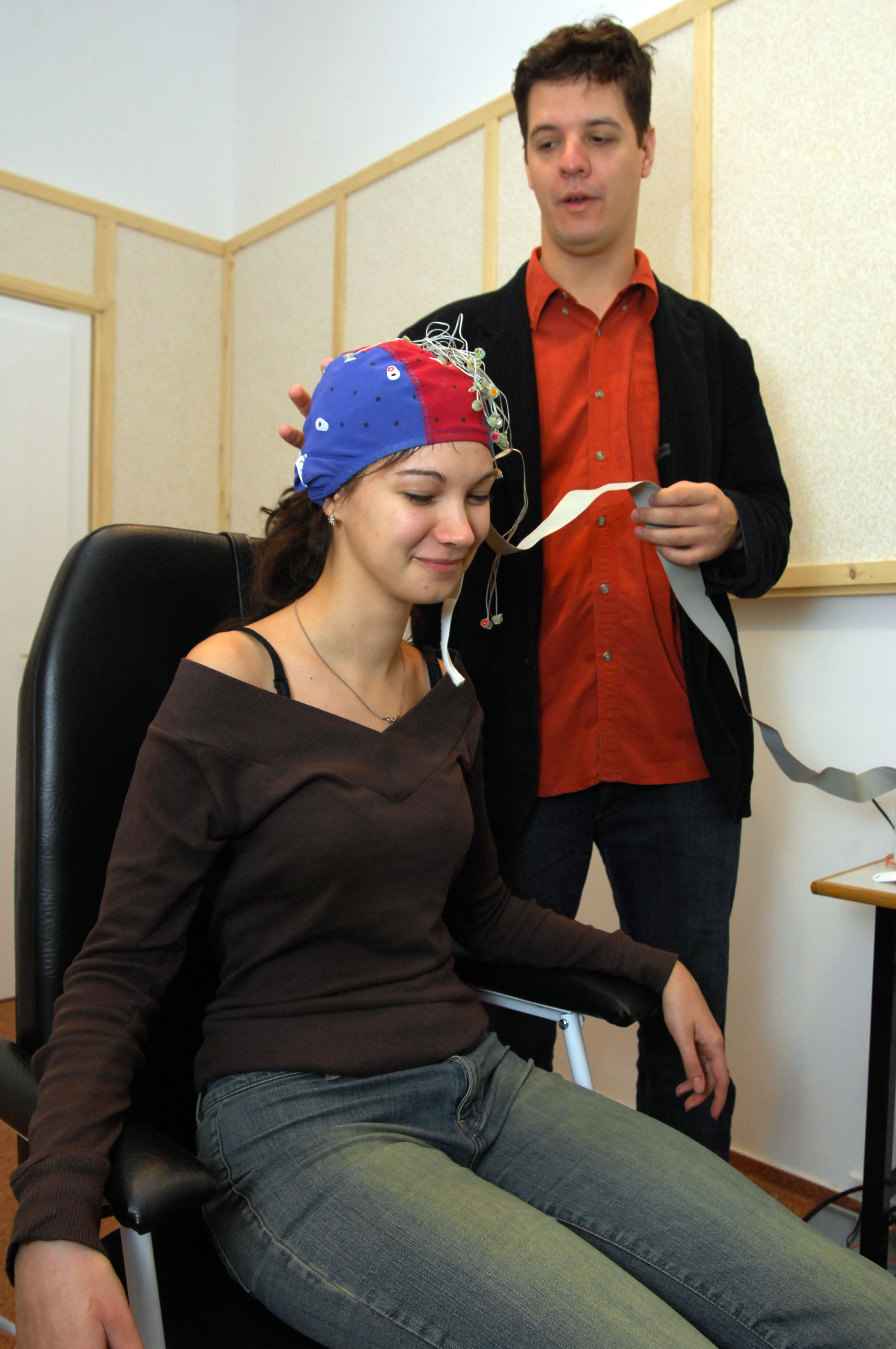
Grastyán Endre EEG Laboratórium
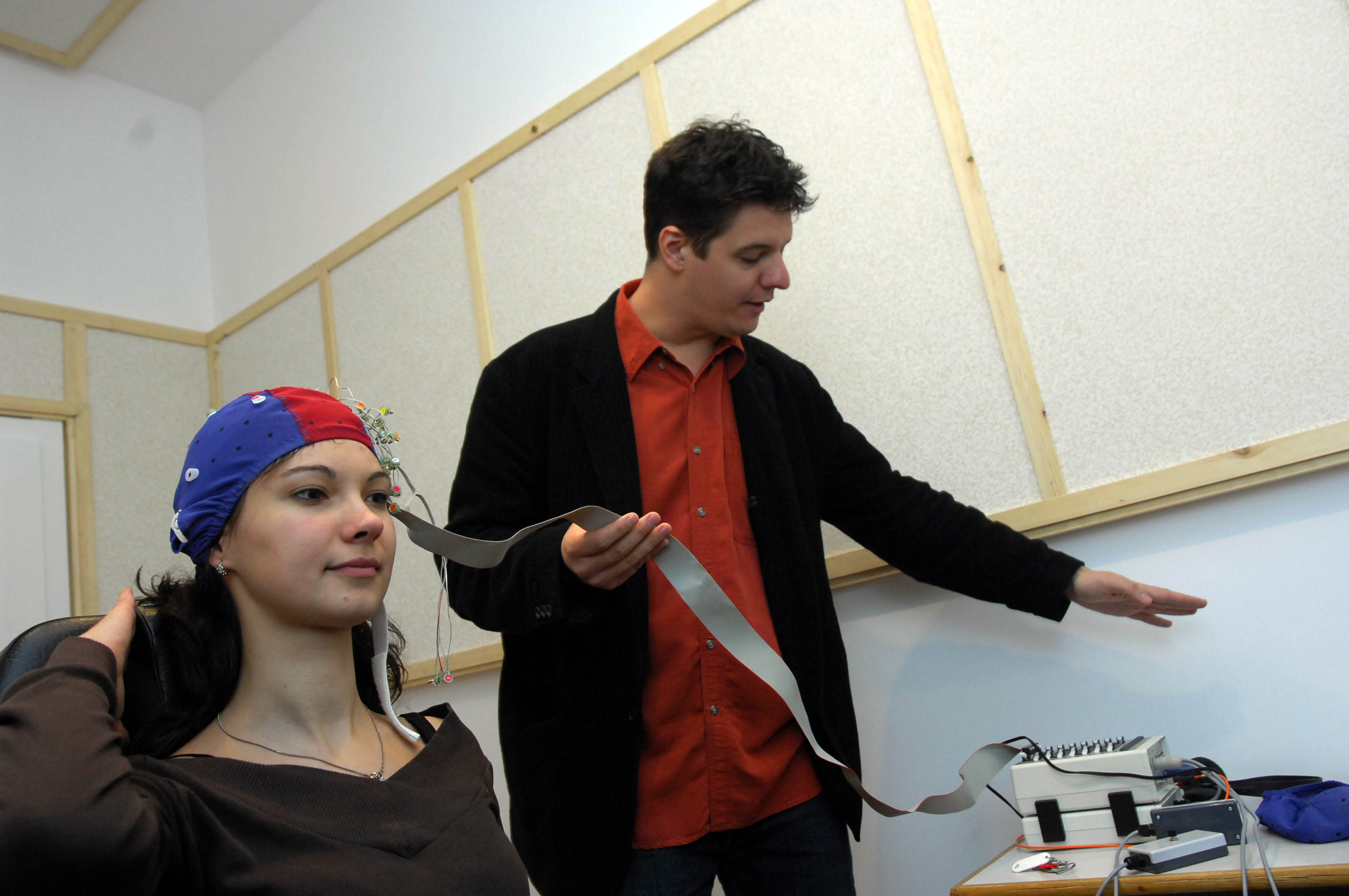
Grastyán Endre EEG Laboratórium
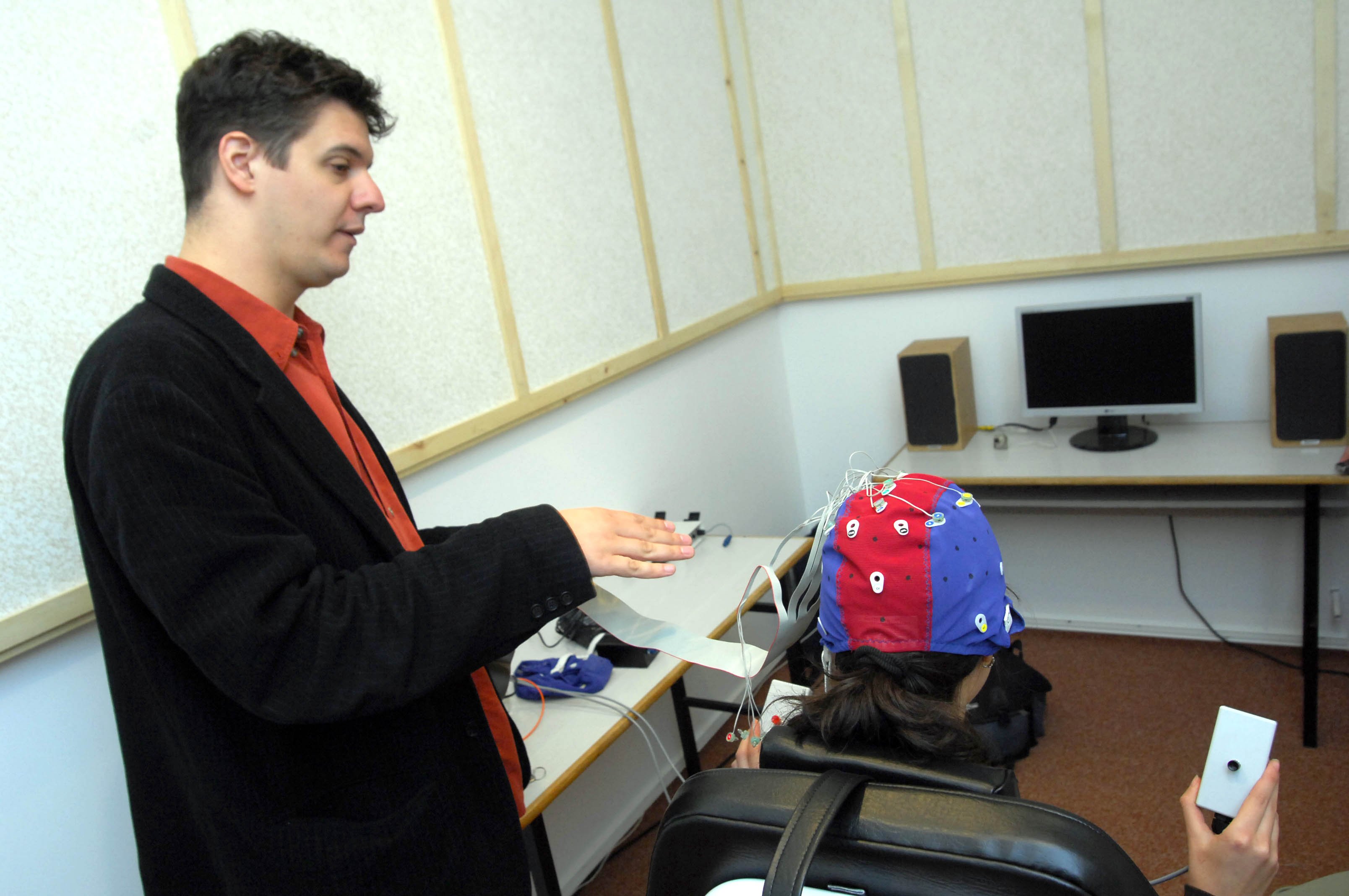
Grastyán Endre EEG Laboratórium
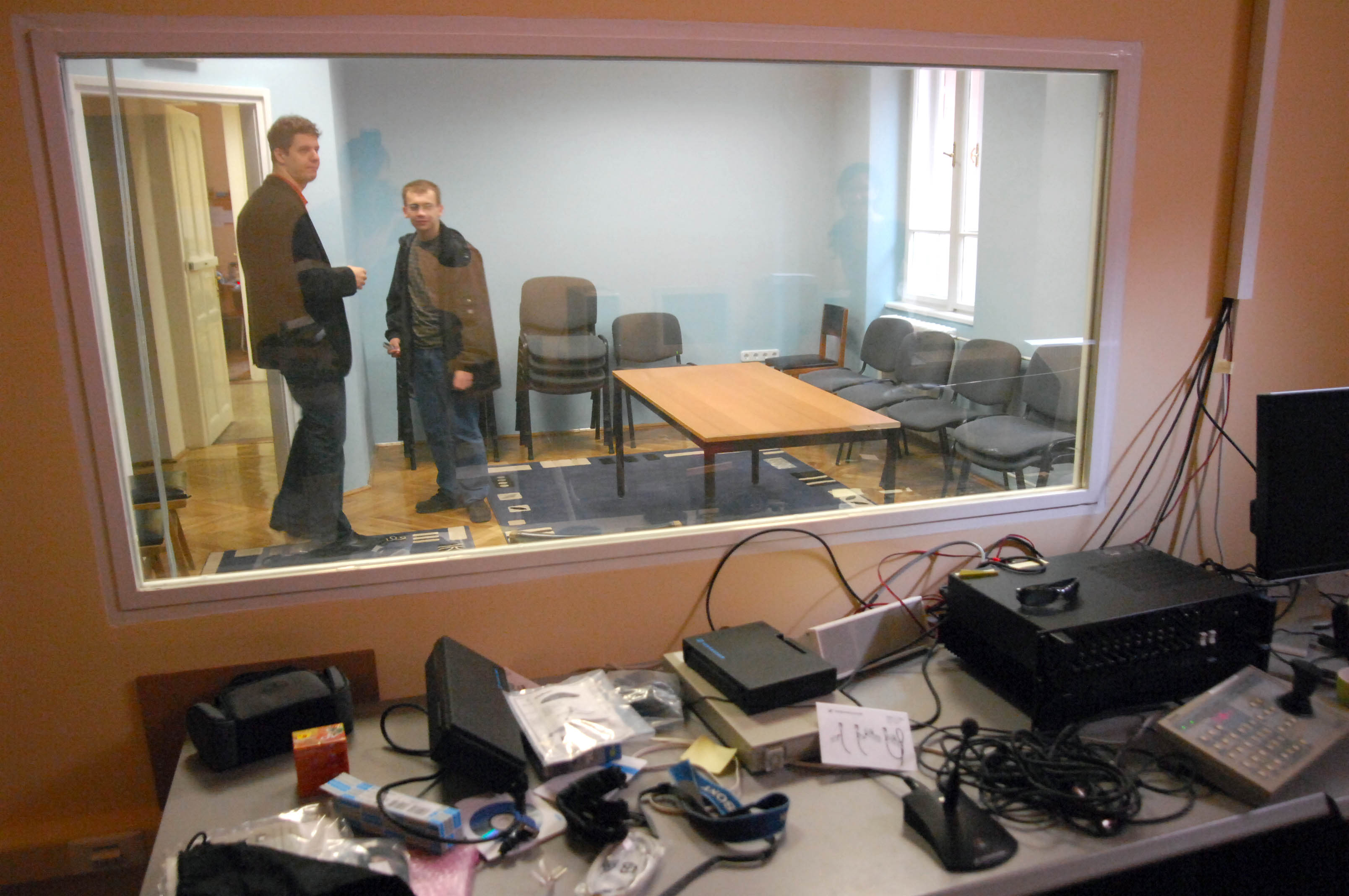
A detektív tükör mögött Mérei Ferenc Viselkedéselemző Laboratórium